# Anne de Bourbon (1380-1408)
Titres
Comtesse de Montpensier
1390 – 1397
Duchesse de Bavière
1402 – 1408
Anne de Bourbon (1380 - septembre 1408) est la fille de Jean Ier de Bourbon-La Marche et de Catherine de Vendôme. Elle est membre de la maison de Bourbon-La Marche.

## Biographie

### Famille
Anne est l'un des sept enfants de Jean Ier de Bourbon-La Marche et de Catherine de Vendôme. Ses frères et sœurs sont Jacques II de Bourbon-La Marche, Louis Ier de Bourbon-Vendôme, Jean de Bourbon-Carency et la reine de Chypre Charlotte de Bourbon. Par sa sœur, Anne est la tante de Jean II de Chypre et d'Anne de Lusignan, duchesse de Savoie. Elle a également un demi-frère illégitime né de son père. 
Les grands-parents paternels d'Anne sont Jacques Ier  de Bourbon-La Marche et Jeanne de Châtillon. Ses grands-parents maternels sont Jean VI de Vendôme et Jeanne de Ponthieu.

### Premier mariage
En 1390, Anne devient la deuxième épouse du comte de Montpensier Jean de Berry, petit-fils de Jean II de France. Sa première épouse Catherine de France étant décédée à l'âge de 10 ans, Jean a besoin d'un héritier. Cependant, comme son premier mariage, cette union ne produit aucun enfant survivant. Jean meurt en 1397, laissant Anne disponible pour un second mariage.

### Second mariage
Le 1er octobre 1402 à Paris, Anne se remarie avec Louis VII de Bavière, frère de la reine Isabeau de Bavière. Il succède à son père comme duc de Bavière en 1413, cinq ans après la mort d'Anne. Ils ont un fils : 
- Louis VIII de Bavière (1er septembre 1403 - 7 avril 1445)

Anne meurt en septembre 1408 et est inhumée dans l'église aujourd'hui démolie du Couvent des Jacobins à Paris. Louis se remarie avec Catherine d'Alençon en 1413.